# Mykola Hnatowskyj
Mykola Mykolajowytsch Hnatowskyj (ukrainisch Микола Миколайович Гнатовський, engl. Transkription Mykola Gnatovskyy; * 1. Juli 1977 in Kiew) ist ein ukrainischer Jurist. Er ist seit 2022 Richter am Europäischen Gerichtshof für Menschenrechte (EGMR).

## Leben und Wirken
Hnatowskyj studierte internationales Recht an der Nationalen Taras-Schewtschenko-Universität Kiew, wo er 1999 den Grad des Masters of Law erwarb. 2002 wurde er dort mit einer völkerrechtlichen Arbeit zum Dr. iur. promoviert. In der Folge war er an dieser Universität als Assistenzprofessor tätig, zunächst für Rechtsvergleichung und ab 2003 für Internationales Recht. Nebenher war er als Berater für das Internationale Rote Kreuz tätig. 2007 wurde er außerplanmäßiger Professor in Kiew. Ab 2009 war Hnatowskyj zunächst Mitglied, ab 2013 Vizepräsident und von 2015 bis 2021 schließlich Präsident des Europäischen Komitees zur Verhütung von Folter und unmenschlicher oder erniedrigender Behandlung oder Strafe.
Im April 2022 wurde er als Nachfolger von Hanna Judkiwska als Vertreter der Ukraine zum Richter am Europäischen Gerichtshof für Menschenrechte gewählt. Er trat seine voraussichtlich bis 2031 dauernde Amtszeit am 27. Juni 2022 an.